# نوپسرها مالابارنسیس
نوپسرها مالابارِنسیس یک گونه سوسک از خانوادهٔ سوسک‌های شاخک‌دراز است. موریس پیک در سال ۱۹۳۹ این گونه را توصیف و بررسی کرد.

## انواع
- Nupserha malabarensis var. nilghirica Breuning, 1954
- Nupserha malabarensis var. apicefemoralis Breuning, 1956
- Nupserha malabarensis var. patenigrescens Breuning, 1950